# Smashing Barriers
Smashing Barriers er en amerikansk stumfilm fra 1919 af William Duncan.

## Medvirkende
- William Duncan som Dan Stevens
- Edith Johnson som Helen Cole
- Walter Rodgers som Slicker Williams
- George Stanley som John Stevens
- Fred Darnton som Benjamin Cole